# Gran's plot
De Gran's plot of de methode van Gran is in de analytische chemie een algoritme om vanuit een serie tijdens een potentiometrische titratie verzamelde meetpunten een equivalentiepunt te berekenen. Het gevolgde algoritme is algemeen geaccepteerd, strikt rekenkundig, eenvoudig in een computerprogramma te vertalen en het ondervangt het belangrijkste bezwaar tegen de methode van de tweede afgeleide.
Het belangrijkste voordeel van het algoritme is dat alle in de berekening meegenomen meetwaarden even vaak in het uiteindelijk berekende equivalentiepunt meetellen.
Het algoritme is genoemd naar de Noorse scheikundige Gran, die de methode ontwikkelde. De toevoeging plot stamt uit de tijd dat het bepalen van een rechte lijn door een aantal punten nog een puur grafische techniek was, in plaats van een rekenkundig kunstje van een computer.

## Principe
De bepaling van het equivalentiepunt met behulp van de Gran's plot berust op de volgende uitgangspunten:
- Voor het equivalentiepunt kan de potentiometrische curve beschreven worden als

{\displaystyle U\ =\ A\ +\ B\cdot \ln \left({\frac {oxidator}{reductor}}\right)}
- Voor zowel de oxidator als de reductor geldt dat de hoeveelheid (concentratie) een lineaire functie is van het toegevoegde volume V. De afgeleide van deze functie naar het volume is te schrijven als

{\displaystyle f'={\frac {C}{V}}}
- Door de reciproke waarde van de afgeleide te nemen vinden we:

{\displaystyle {\frac {1}{f'}}={\frac {V}{C}}}
- Los van de vraag wat de precieze betekenis is van de constante in de laatste vergelijking, is duidelijk dat er een rechte lijn ontstaat als we de reciprook van de afgeleide uitzetten tegen het volume.
- Na het equivalentiepunt kan eenzelfde vergelijking opgesteld worden, echter: Voor het equivalentiepunt ontstaat een dalende lijn, na het equivalentiepunt een stijgende lijn[1]
- Het volume dat bij het snijpunt van de twee lijnen hoort is het gezochte equivalentiepunt.

Tot de introductie van de online (i.e. de meetgegevens worden rechtstreeks, zonder tussenkomst van de analytische scheikundige, in de computer ingevoerd) computer in de laboratoria was deze methode om het equivalentiepunt van een potentiometrische titratie te bepalen een academische rariteit. De computer maakt het mogelijk alle hierboven aangegeven berekeningen snel uit te voeren en bovendien de theoretische rechte lijnen via lineaire regressie te bepalen. Het snijpunt van de twee rechte lijnen is vervolgens ook via berekening te bepalen.

## Rekenvoorbeeld
Bij het berekenen van de hellingen wordt de volgende formule gebruikt:
{\displaystyle helling={\frac {(Volgende\ signaalwaarde)-(Huidig\ signaalwaarde)}{Afstand\ tussen\ volgend\ en\ huidig\ meetpunt}}}
In de berekeningen voor de helling van het potentiometrisch signaal gaat deze formule over in
{\displaystyle n={\frac {E_{2}-E_{1}}{V_{2}-V_{1}}}}
De op deze manier uitgerekende helling is de gemiddelde helling tussen de twee meetpunten. De uitgerekende waarde geldt niet voor het eerste punt, want daar loopt de grafiek nog minder steil, en ook niet voor het tweede punt, want daar is de grafiek al steiler. De uitgerekende waarde wordt toegekend aan het punt halverwege de twee meetpunten.
| V (mL) | E (V) | V1e afgeleide | 1e afgeleide | Reciproke 1e afgeleide |
| ------ | ----- | ------------- | ------------ | ---------------------- |
| 14,1   | 0,559 |               |              |                        |
|        |       | 14,15         | -0,13        | -7,692                 |
| 14,2   | 0,546 |               |              |                        |
|        |       | 14,25         | -0,18        | -5,556                 |
| 14,3   | 0,528 |               |              |                        |
|        |       | 14,35         | -0,26        | -3,846                 |
| 14,4   | 0,502 |               |              |                        |
|        |       | 14,45         | -4,90        | -0,204                 |
| 14,5   | 0,453 |               |              |                        |
|        |       | 14,55         | -8,10        | -0,123                 |
| 14,6   | 0,362 |               |              |                        |
|        |       | 14,65         | -5,50        | -0,181                 |
| 14,7   | 0,307 |               |              |                        |
|        |       | 14,75         | -0,20        | -5,000                 |
| 14,8   | 0,287 |               |              |                        |
|        |       | 14,85         | -0,14        | -7,143                 |
| 14,9   | 0,273 |               |              |                        |

Bovenstaande gegevens leiden dan tot volgende vergelijkingen:
{\displaystyle y=16,7x-243,7}
en
{\displaystyle y=-26,6x+388,0}
wat een equivalentiepunt geeft bij 14,582 mL. De resultaten van de berekeningen worden hieronder grafisch weergegeven: 0 is de oorspronkelijke meetserie, 1 is de eerste afgeleide en de Gran's plot is de uiteindelijke figuur waaraan de methode zijn naam (plot = grafiek) ontleend.